# Iedereen doet 't
Iedereen doet 't is een nummer van de Nederlandse zanger Robert Long. Het is de eerste single van zijn album Achter de horizon uit 1986. In maart dat jaar werd het nummer op single uitgebracht.

## Achtergrond
"Iedereen doet 't" is een erg seksueel getint nummer, en beschrijft hoe allerlei soorten mensen de liefde bedrijven. Long scoorde met de plaat een grote hit in het Nederlandse taalgebied. 
In Nederland werd de plaat veel gedraaid op de landelijke radiozenders en werd een radiohit in de destijds twee landelijke hitlijsten. De plaat bereikte de 9e positie in zowel de Nederlandse Top 40 als de Nationale Hitparade. In de Europese hitlijst, de TROS Europarade, werd géén notering behaald, wél stond de plaat destijds regelmatig genoteerd in de Polderpopparade.
In België bereikte de plaat de  16e positie in de voorloper van de Vlaamse Ultratop 50 en piekte op de 13e positie in de Vlaamse Radio 2 Top 30. In Wallonië werd géén notering behaald.

## NPO Radio 2 Top 2000
| Nummer met noteringen in de NPO Radio 2 Top 2000 | '00  | '01  | '02  | '03  | '04  | '05 | '06  | '07  | '08  | '09  | '10  | '11  |
| ------------------------------------------------ | ---- | ---- | ---- | ---- | ---- | --- | ---- | ---- | ---- | ---- | ---- | ---- |
| Iedereen doet 't                                 | 1500 | 1443 | 1806 | 1851 | 1872 | -   | 1916 | 1724 | 1841 | 1868 | 1968 | 1983 |

1. ↑  Een '-' betekent dat het nummer niet was genoteerd en een vetgedrukt getal geeft de hoogste notering aan.
2. ↑  2000 was het eerste jaar met een notering voor dit nummer.
3. ↑  Deze tabel is bijgewerkt tot en met de laatste editie (2024).

## Gerard Joling-versie
In 2015 nam Gerard Joling een uptempo cover op van het nummer, als eerste single van zijn album Lieveling. Hij heeft de tekst wat aangepast, omdat hij bijvoorbeeld het woord pedofiel (wat in de originele versie van Long wel voorkomt) "niet heel prettig" vond klinken. In tegenstelling tot Longs versie behaalde Jolings versie in Nederland géén hitlijsten. In België (Vlaanderen) behaalde deze versie de Vlaamse "Ultratip".